# Up Out the Way
«Up Out the Way» — дебютний сингл з Napalm, сьомого студійного альбому репера Xzibit. 4 вересня 2012 р. в ефірі радіостанції Power 106 відбулась прем'єра треку, у студії того дня були присутні Xzibit та DJ Felli Fel. На «Up Out the Way» існує відеокліп. 11 вересня сингл з'явився на iTunes.

## Список пісень
Цифровий сингл
| #  | Назва                                       | Автор                            | Продюсер  | Тривалість |
| -- | ------------------------------------------- | -------------------------------- | --------- | ---------- |
| 1. | «Up Out the Way» (з участю E-40) (Explicit) | Е. Джойнер, Е. Стівенс, Р. Томас | Rick Rock | 4:23       |
| 2. | «Up Out the Way» (з участю E-40)            | Е. Джойнер, Е. Стівенс, Р. Томас | Rick Rock | 4:17       |